# Ohm Phanphiroj
Ohm Phanphiroj (Thai: โอม พันธุ์ไพโรจน์, [oːm.pʰan.pʰai.rôːt]) ist ein thailändischer Mode- und Kunstphotograph.
Kontrovers diskutiert wurde er wegen seiner Serie Transsexual Series, die transidentische Menschen während ihrer Transformation zeigt (u. a. auf dem Sommerblut ausgestellt), sowie der Serie Underage mit minderjährigen männlichen Sexarbeitern.

## Buchveröffentlichungen
- Nighthawks, Bruno Gmünder Verlag, Berlin 2007, ISBN 978-3-86187-470-6.
- Rare Views, Bruno Gmünder Verlag, Berlin 2006, ISBN 978-3-86187-986-2.